# Hyloniscus kopaoniscensis
Hyloniscus kopaoniscensis là một loài chân đều trong họ Trichoniscidae. Loài này được Buturovic miêu tả khoa học năm 1960.